# Pretties for You
Pretties for You е дебютният студиен албум на Алис Купър. Дотогава името Алис Купър се свързва не толкова с певеца, колкото с групата. Музиката в албума има психиделичен характер. Записана е през 1968 година, а премиерата на албума е през август 1969 година.